# Čmičak
Čmičak (lat. Hordeolum) je oboljenje očnih kapaka koje nastaje usled zagnojavanja žlezda očnog kapka. 

## Simptomi
Prvi znakovi čmička su bolnost na pritisak, bol i crvenilo inficiranog područja. Kasniji simptomi su svrab, oticanje, suzenje oka, osetljivost na svetlost i neugodan osećaj pri treptanju. U tom području se ponekad može razviti žućkasta kvržica. Ta kvržica se može nalaziti na vrhu, dnu ili bilo kojem području koje pripada oku.

## Spoljašnje veze
- Stetoskop - Čmičak (Hordeolum)